# Volenice (Boemia centrale)
Volenice è un comune della Repubblica Ceca facente parte del distretto di Příbram, in Boemia Centrale.